# Hans Bollinger (Gleitschirmpilot)
Hans „Housi“ Bollinger (* 27. Dezember 1962) ist ein Schweizer Gleitschirmpilot und Gleitschirm-Fluglehrer aus Nods BE.
Bollinger begann 1984 mit dem Fliegen und gründete 1988 eine der ersten Gleitschirm-Flugschulen der Schweiz. Im folgenden Jahr nahm er an Wettkämpfen teil und wurde an der FAI Gleitschirm-Streckenflug Weltmeisterschaft 1993 in Verbier Weltmeister. Ein weiterer Höhepunkt seiner Flugkarriere war der Gewinn des Paragliding World Cups 1995. 

## Weblink
- Hans Bollinger auf gingliders.com

| Personendaten    | Personendaten              |
| ---------------- | -------------------------- |
| NAME             | Bollinger, Hans            |
| ALTERNATIVNAMEN  | Bollinger, Housi           |
| KURZBESCHREIBUNG | Schweizer Gleitschirmpilot |
| GEBURTSDATUM     | 27. Dezember 1962          |
| GEBURTSORT       | Schweiz                    |